# Ibrahim Abbud
Ibrahim Abbud (Abboud) (arab. إبراهيم عبود, ur. 26 października 1900, zm. 8 września 1983) – sudański polityk i generał. Prezydent Sudanu Sudanu od 18 listopada 1958 do 31 października 1964.
Syn chłopa sudańskiego, ukończył studia techniczne w Gordon College (obecnie Uniwersytet Chartumski), po czym wstąpił do akademii wojskowej. Wykształcony pod okiem Anglików, podczas II wojny światowej jako oficer brytyjski odznaczył się walką na frontach w Erytrei, Etiopii i Libii. Za wojenne operacje wojskowe został udekorowany wieloma odznaczeniami przez Anglików. Od 1954 generał, po ogłoszeniu niepodległości Sudanu (1956) został głównodowodzącym armii. Był pierwszym Sudańczykiem w sztabie generalnym armii sudańskiej.
W 1958 obalił na drodze bezkrwawego zamachu stanu rząd demokratyczny i zlikwidował partie polityczne, zaprowadzając rządy wojskowej dyktatury. Ogłosił się prezydentem, premierem, przewodniczącym najwyższej rady wojskowej i ministrem obrony. W polityce zagranicznej współpracował z krajami kapitalistycznymi i socjalistycznymi w celu pielęgnowania sudańskiego rozwoju ekonomicznego i uniezależniania kraju od Anglii. Reprezentował konserwatywny nacjonalizm. Jego polityka ostrej arabizacji i islamizacji południowych terenów Sudanu doprowadziła do wybuchu w 1962 konfliktu. Rebelianci z Południa domagali się większej niezależności polityczno-ekonomicznej regionu, korzystniejszego podziału zysków pochodzących z zasobów naturalnych oraz zaprzestania prowadzenia polityki islamizacji kraju (zmiany statusu religii islamskiej w państwie). Ibrahim Abbud został zmuszony do rezygnacji z powodu braku umiejętności politycznych przez masowe ruchy społeczne, które nazwano „rewolucją październikową”.